# Барбара Карађорђевић
Барбара Карађорђевић, званично Барбара Елеонора Марија фон унд цу Лихтенштајн (нем: Barbara von und zu Liechtenstein) , принцеза од Лихтенштајна, друга супруга кнеза кнеза Александра и мајка кнеза Душана Карађорђевића.

## Порекло
Кнегиња Барбара рођена је 9. јула 1942. године у Чешком Штернберку у Чехословачкој. Њени родитељи, отац принц Јоханес од Лихтенштајна и мајка грофица Каролина од Ледербур-Вихелна, поседовали су велика имања и дворце у данашњој Чешкој. Ту је и рођена принцеза Барбара, као најмлађе од четворо деце. Припада владајућој кнежевској династији Лихтенштајн, блиска је рођака кнеза Ханса-Адама и његове супруге кнегиње Марије са којом је рођака у првом колену.

## Биографија
Крајем Другог светског рата породица кнегиње Барбаре преселила се из тадашње Моравске у Лихтенштајн где је и матурирала. Завршила је Академије лепих уметности у Бечу и радила као дизајнер унутрашње архитектуре у Минхену, Америци, Женеви и Лозани. 2. новембра 1973. године венчала се са кнезом Александром у Паризу коме је овај брак био други након развода са италијанском краљевском принцезом Маријом Пиом од Савоје, у грађанској церемонији. Кнез и кнегиња су 22. децембра 1977. године, добили сина Душана Карађорђевића, који је кнегињи био први, а кнезу четврти син и пето дете.

## Титуле и признања
- 9. јул 1942—2. новембар 1973: Њено светло височанство принцеза Барбара од Лихтенштајна, грофица од Ритберга.
- 2. новембар 1973: Њено Краљевско Височанство кнегиња Барбара од Југославије.
  -     - Њено Краљевско Височанство кнегиња Барбара Карађорђевић од Србије и Југославије.

## Породица

#### Супружник
| име             | слика | датум рођења     |
| --------------- | ----- | ---------------- |
| Кнез Александар |       | 13. август 1924. |

#### Деца
| име        | слика | датум рођења        | супружник   |
| ---------- | ----- | ------------------- | ----------- |
| Кнез Душан |       | 25. септембар 1977. | није ожењен |